# Ferdinand Wiesmann
Ferdinand Wiesmann (* 27. August 1896 in Erlangen; † 9. Januar 1924 in Speyer) war ein deutscher politischer Aktivist. Er wurde wegen seiner Teilnahme am tödlich verlaufenden Attentat auf Franz Joseph Heinz, den Präsidenten der Autonomen Pfalz im Januar 1924, bei dem auch er selbst ums Leben kam, bekannt.

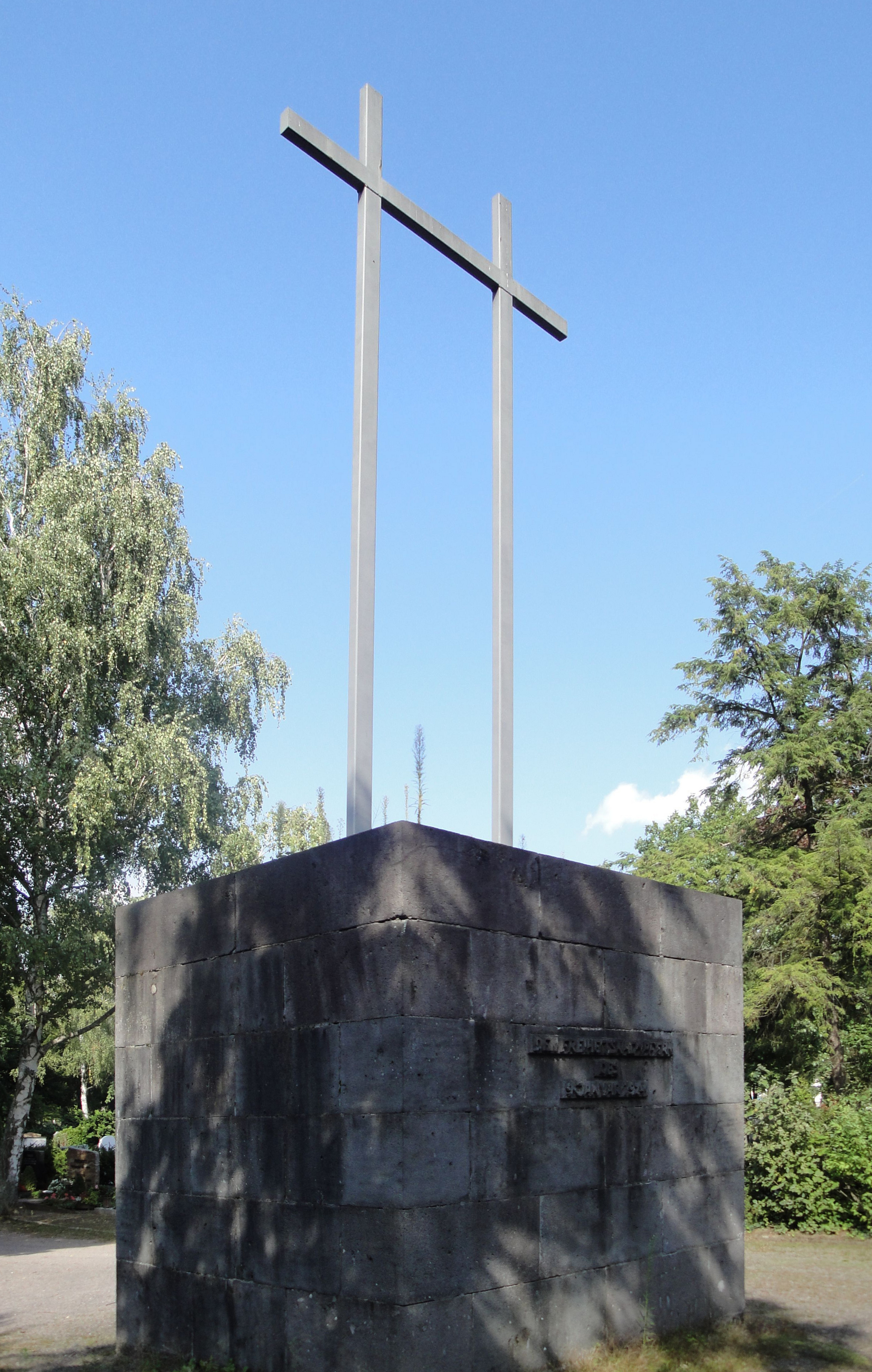
Das Denkmal für Ferdinand Wiesmann und Franz Hellinger auf dem Friedhof von Speyer.

## Leben
Ferdinand Wiesmann war Sohn eines Oberweichenwärters. Er war Finanzbeamter und schloss sich Ende 1923 dem von Edgar Jung mitbegründeten geheimen „Rheinisch-Pfälzischen Kampfbund“ an, der die Entfernung der französischen Besatzung nach dem Ersten Weltkrieg anstrebte und ab 1923 gewaltsame Aktionen gegen die von Frankreich unterstützten pfälzischen Separatisten plante und ausführte.
Wiesmann zählte zum von Jung zusammengestellten, etwa 20-köpfigen Trupp von sogenannten „Abwehrkämpfern“, der am 9. Januar 1924 ein tödliches Attentat auf den pfälzischen Separatisten Franz Joseph Heinz verübte. Heinz, der nach seiner Heimatgemeinde auch Heinz-Orbis genannt wurde, trat dafür ein, die zu Bayern gehörende Pfalz aus dem Deutschen Reich herauszulösen und sie in eine „Rheinische Republik“, einen westlich des Rheins neu zu schaffenden, an Frankreich angelehnten Staat, zu integrieren.
Nachdem Heinz am 12. November 1923 in Speyer die Autonome Pfalz im Verband der Rheinischen Republik ausgerufen hatte, war seitens Frankreichs in die Wege geleitet, diese Autonome Pfalz als neuen Staat am 12. Januar 1924 anzuerkennen. Mit dem Attentat auf Heinz am 9. Januar 1924 sollte dies verhindert werden.
Auf Initiative und mit Wissen bayerischer Regierungsstellen überquerte das Killerkommando am Abend des 9. Januar den teilweise zugefrorenen Rhein und überfiel in Speyer im Speisesaal des Hotels Wittelsbacher Hof den Separatisten Heinz, seine Begleiter und die anwesenden Gäste. Dabei wurden Heinz, der Trierer Separatist Nikolaus Fußhöller und ein unbeteiligter Gast, der Würzburger Matthias Sand, getötet. Beim anschließenden Schusswechsel wurden die Attentäter Ferdinand Wiesmann und Franz Hellinger tödlich verletzt.
Die Ermordung von Heinz wurde in der Propaganda der politischen Rechten in den nachfolgenden Jahren als heroische Tat dargestellt, die erschossenen Attentäter wurden zu Märtyrern verklärt. Schon bei der Beerdigung Wiesmanns in seinem unterfränkischen Heimatort Schollbrunn begannen Sympathisanten mit Geldsammlungen für ein Ehrenmal.

## Ehrungen und Gedenken

### Schollbrunn
1926 wurde auf dem Friedhof von Schollbrunn ein Denkmal eingeweiht. Bei der Feier hielten zwei der Attentäter Festreden. Der Regierungspräsident des Kreises Unterfranken und Aschaffenburg, Julius Ritter von Henle, legte einen Kranz nieder.

### Speyer
Am 10. Januar 1932 wurde im Speyerer Friedhof das Hellinger-Wiesmann-Denkmal eingeweiht. Es besteht aus zwei mit einem Querbalken verbundenen Kreuzschäften auf einem Lavasteinsockel. Auf der Vorderseite des Sockels stehen unter dem Relief zweier sich haltender Hände nebeneinander die Namen, Geburts- und Sterbetage der am Attentat beteiligten Hellinger und Wiesmann. Dort war ursprünglich wohl auch ein Eisernes Kreuz angebracht. Die Inschrift auf der Rückseite ist nicht mehr deutlich zu lesen. Sie nimmt offenbar Bezug auf den Grund der Ehrung.
Bei der Einweihung des Denkmals durch Domkapitular Brauner hielt Edgar Jung eine Gedenkrede. Die vom Bayerischen Rundfunk übertragene Einweihungsfeier glich einer Massenversammlung der politischen Rechten. Es erschienen Vertreter vaterländischer Verbände, von Militär und Behörden. Es trafen Grüße von Reichspräsident von Hindenburg, Reichskanzler Heinrich Brüning und vom bayerischen Ministerpräsidenten Heinrich Held ein. Der Präsident des Bayerischen Kriegerbundes legte im Namen des Prinzen Rupprecht von Bayern einen Kranz nieder. Zum Abschluss der Feier umkreisten drei Maschinen der Luftfahrtvereine in Neustadt und Mannheim das Ehrenmal und warfen zwei Kränze ab. Für die entsprechende Musik sorgte eine Kapelle der Bayerischen Landespolizei aus Aschaffenburg.
Am Tag der Denkmaleinweihung wurde am Tatort, dem Wittelsbacher Hof in Speyer, eine Gedenktafel enthüllt. In den 1970er Jahren wurde sie entfernt. Das Denkmal lag bis 2001 auf dem Rundgang der städtischen Ehrendelegation zum Volkstrauertag. Nach einem Bericht des Senders SWR2 2002 ließ der damalige Oberbürgermeister von Speyer, Werner Schineller, die Pflege einstellen. Der Rundgang führt nicht mehr am Denkmal vorbei. 2005 wurde auf Anregung des Historikers Matthias Spindler eine andere Tafel angebracht.

### Sonstige Ehrungen
In der Zeit vor dem Zweiten Weltkrieg waren einige Gebäude und Straßen nach Ferdinand Wiesmann benannt worden, etwa in Partenstein (Straße) oder in Marktheidenfeld (Neubau der Kreisleitung Marktheidenfeld-Karlstadt), auch das  Arbeitsdienstlager 3/320 in Schifferstadt war mit Wiesmanns Namen belegt worden.